# 홈런왕 강속구
홈런왕 강속구는 토에이 애니메이션이 제작한 TV 애니메이션 시리즈이다. 1986년 4월 13일부터 1986년 11월 23일까지 닛폰 TV에서 총 32화로 방영되었다.
대한민국에서는 1993년 7월 1일부터 1993년 8월 25일까지 KBS에서 방영되었다.

## 줄거리
서기 2062년, 새로운 형태의 야구 배틀볼이 탄생했다. 지리산 기슭에 있는 농장에서 할머니, 할아버지와 살고있던 주인공 최강철은 여자 친구 이성자와 약혼하기로 약속한다. 그러나 이성자는 그만 가수가 되어서 최강철을 차버린다.
방송범위 이동이 된 전 프로그램 「근육맨」의 황당무계함을 계승한 형태로, 제작 전년에 한신 타이거스가 21년만의 우승·첫 일본 제일이 된 것에 의한 야구 인기에 비유해 제작된 작품.

## 등장인물
- 사와무라 잇키/최강철 (성우:호리 히데유키)
- 텐마 쇼코 (성우:와타나베 나오코)
- 모모에 세이코/이성자 (성우:오키모토 리오)
- 손천공 (성우:후루야 토오루)
- 카트리누 (성우:야마모토 유리코)
- 돈 하렌치노
- 조니 워크맨
- 이성복 (이와노프)
- 롱렉

## 방영목록
제1화 강속구의 탄생
제2화 공포의 투구
제3화 특수훈련
제4화 지옥의 3루
제5화 노아웃 만루 찬스
제6화 드래곤의 묘기
제7화 강적 샘슨의 등장
제8화 영웅의 만남
제9화 승자와 패자
제10화 공포의 7회
제11화 부활!새로운 마구
제12화 지옥에서 돌아온 사나이
제13화 람보맨
제14화 분노의 벼락불 공
제15화 승리자는 두글자
제16화 불굴의 투혼
제17화 피라미안의 송곳니
제18화 죽음의 신호
제19화 피라미안의 투법
제20화 전시 뱀장어 투법
제21화 샘슨의 도전
제22화 샘슨의 우정
제23화 별의 운명을 건 사나이들
제24화 승리!배틀볼 결승전
제25화 새로운 도전
제26화 우승기를 지켜라
제27화 살인구단의 정체
제28화 전율의 데빌선더즈
제29화 죽음을 부르는 경기
제30화 돌아온 람보맨
제31화 람보맨의 분노
제32화 정상을 향하여(최종회)